# Ağanäzär Novruzov
Ağanäzär Novruzov (azerbajdzjanska: Ağanəzər Novruzov), född 1 januari 2005, är en azerisk brottare som tävlar i fristil.

## Karriär
Vid EM 2025 i Bratislava tog Novruzov brons i 74 kg-klassen efter att ha besegrat bulgariske Ramazan Ramazanov i bronsmatchen.